# 11 Dywizja Piechoty (PSZ)
11 Dywizja Piechoty (11 DP) – wielka jednostka piechoty Polskich Sił Zbrojnych.

## Formowanie i dyslokacje
Dywizja została sformowana pod koniec marca 1942 roku w wyniku przemianowania Ośrodka Organizacyjnego Armii bezpośrednio przed jego ewakuacją z m. Guzar w Uzbekistanie do Iraku. Dowódcą ośrodka był płk dypl. Leon Koc. 11 DP podlegała dowódcy Polskich Sił Zbrojnych w ZSRR. W maju 1942 roku, w Palestynie, Sztab i Oddział Rozpoznawczy 11 DP oraz 19 i 21 pp stały się bazą dla nowo formowanej 3 Brygady Strzelców Karpackich. 25 lipca tego roku 242 podoficerów z cenzusem zakończyło okres szkolenia podstawowego w Szkole Podchorążych byłej 11 DP.

## Organizacja
Ośrodek Organizacyjny Armii powstał 20 października 1941 roku z przekształcenia Ośrodka Zapasowego Armii. Dowódcy ośrodka podporządkowano następujące oddziały i pododdziały:
- 19 pułk piechoty[a]
- 21 pułk piechoty
- zapasowy pułk artylerii
- Zapasowy dywizjon artylerii przeciwlotniczej
- zapasowy batalion łączności
- zapasowy oddział rozpoznawczy
- 2 Kompania żandarmerii
- zapasowy batalion sanitarny
- szpital
- zapasowa kolumna samochodowa
- park intendentury
- Sąd Polowy
- Szkoła Podchorążych OOA
- Ośrodek Zapasowy Pomocniczej Służby Kobiet
- szkoła kierowców
- Szkoła Junaków
- zapasowy batalion drogowy
- kompania dyscyplinarna
- Komenda Uzupełnień Nr 7
- stacja zborna
- pluton opieki społecznej